# Periodo delle primavere e degli autunni
Il periodo delle primavere e degli autunni (春秋時代T, Chūnqiū ShídàiP) fu un periodo della storia cinese dal 722 a.C. al 481 a.C. Prende il nome dalle cronache di quel tempo, gli Annali delle primavere e degli autunni, tradizionalmente attribuiti a Confucio, che narrano gli avvenimenti dello Stato di Lu dal 770 a.C. al 481 a.C. 
In realtà il "periodo delle primavere e degli autunni" (Chunqiu) termina nel 454 a.C., anno in cui il principato di Jin si divide in tre stati indipendenti (Han, Wei, Zhao). In questo periodo i capi militari locali al servizio della dinastia Zhou ingaggiarono una guerra interna allo scopo di affermare la propria egemonia. Inoltre la situazione si aggravò ulteriormente con l'invasione di alcune popolazioni straniere provenienti da nord-ovest, tra cui i barbari del Quanrong che costrinse gli Zhou a spostare la capitale più a est, da Hao a Luoyang. Ebbe così inizio la seconda era della dinastia Zhou: la dinastia Zhou orientale.
Emersero sette stati principali, in perenne lotta tra loro: Jin, Zhao, Wei, Yan, Qin, Qi, Chu; i prìncipi di quegli stati (wang) detenevano tutto il potere ma continuarono solo formalmente a servire la dinastia dominante. 
Fu questo un periodo molto ricco per lo sviluppo della filosofia cinese; sorsero infatti, in risposta ai profondi cambiamenti del mondo politico, le cosiddette Cento Scuole di Pensiero, così come alcuni fra i più influenti movimenti (il confucianesimo, il taoismo, il legismo e il moismo).

## Declino della dinastia Zhou e ascesa delle egemonie
Dopo il saccheggio della capitale degli Zhou da parte di tribù barbariche occidentali, il re Ji Yijiu (姬宜臼) fuggì ad oriente. Nei suoi spostamenti verso est, il re fu costretto ad appoggiarsi ai feudatari degli Stati di Qi (齐), di Zheng (郑), e di Jin (晋) per assicurarsi protezione dai barbari e dai ribelli. La capitale degli Zhou fu trasferita da Zongzhou (l'attuale Xi'an) a Chengzhou (l'attuale Luoyang), situata nella valle del Fiume Giallo.
L'élite Zhou che si era data alla fuga non aveva grande potere nei territori orientali: persino l'incoronazione del principe ereditario doveva essere sostenuta dai feudatari di quegli stati; inoltre con la forte riduzione dei territori sotto il dominio diretto degli Zhou - che si limitavano ormai a Luoyang e ai territori limitrofi - la corte non era più in grado di mantenere sei distaccamenti militari permanenti (六軍, liù jūn). La corte Zhou non riacquistò più la sua originale autorità e la sua sovranità rimase fortemente condizionata dal potere dei nascenti stati feudali. Nonostante il re continuasse nominalmente ad esercitare il cosiddetto Mandato del cielo, tale mandato era ormai privo di un reale potere.
Il primo feudatario giunto in aiuto del re Zhou, il duca Zhuang di Zheng (郑庄公) (743 a.C.-701 a.C.), fu anche il primo ad instaurare un regime egemone (bà 霸), che pretendeva di mantenere l'antico sistema proto-feudale, proteggendo allo stesso tempo gli stati più deboli e la sovranità del re Zhou dalle invasioni delle tribù "barbariche".

## Le egemonie
|                   | \| Gli stati egemoni \| \| \| \| Chu (Cai e Chen) \| \| \| Jin \| \| \| Lu \| \| \| Qi \| \| \| Qin \| \| \| Song (Cao e Teng) \| \| \| Wei \| \| \| Wu \| \| \| Yan \| \| \| Zheng \| \| \| Zhou \| |
| Gli stati egemoni | |
|                   | Chu (Cai e Chen) |
|                   | Jin |
|                   | Lu |
|                   | Qi |
|                   | Qin |
|                   | Song (Cao e Teng) |
|                   | Wei |
|                   | Wu |
|                   | Yan |
|                   | Zheng |
|                   | Zhou |

Durante il periodo delle primavere e degli autunni la Cina venne dominata da un regime feudale. I re della dinastia Zhou avevano potere nominale su un piccolo dominio reale, con al centro la capitale, (l'attuale Luoyang), mentre il resto della Cina era diviso in centinaia di feudi assegnati a nobili ereditari (诸侯T, zhū hóuP), discendenti del clan Zhou e strettamente imparentati con la dinastia, o a potentati locali. I più importanti prìncipi feudali, conosciuti più tardi come i 12 principi (十二诸侯T, shí èr zhū hóuP), si incontravano regolarmente per prendere importanti decisioni, come spedizioni militari contro gruppi stranieri o contro nobili ribelli. Durante queste conferenze, uno dei principi veniva qualche volta dichiarato egemone(伯, bó - poi 霸, bà), assumendo il comando degli eserciti di tutti gli stati feudali.
In questo periodo il ruolo del feudatario, da protettore degli stati più piccoli si trasformò gradualmente in un'egemonia degli stati più forti sugli stati più deboli, sia di origine cinese che di origine "barbara". Dal VI secolo a.C. in poi, scomparvero molti fra gli staterelli più piccoli, assorbiti da pochi, vasti e potenti principati, soprattutto quelli di Qin, Jin, Qi e Chu. Durante questo periodo, inoltre, fra gli stati egemoni si sviluppò un intenso scambio di relazioni e vennero formulate una serie di norme e disposizioni che regolavano i rapporti fra gli stati, una prima forma di diritto internazionale.
I sovrani dei nuovi stati erano più interessati ad aumentare la loro forza e il loro prestigio che non a sostenere la debole monarchia Zhou. Alcuni stati del sud come Chu e Wu, dichiararono la propria indipendenza dagli Zhou.

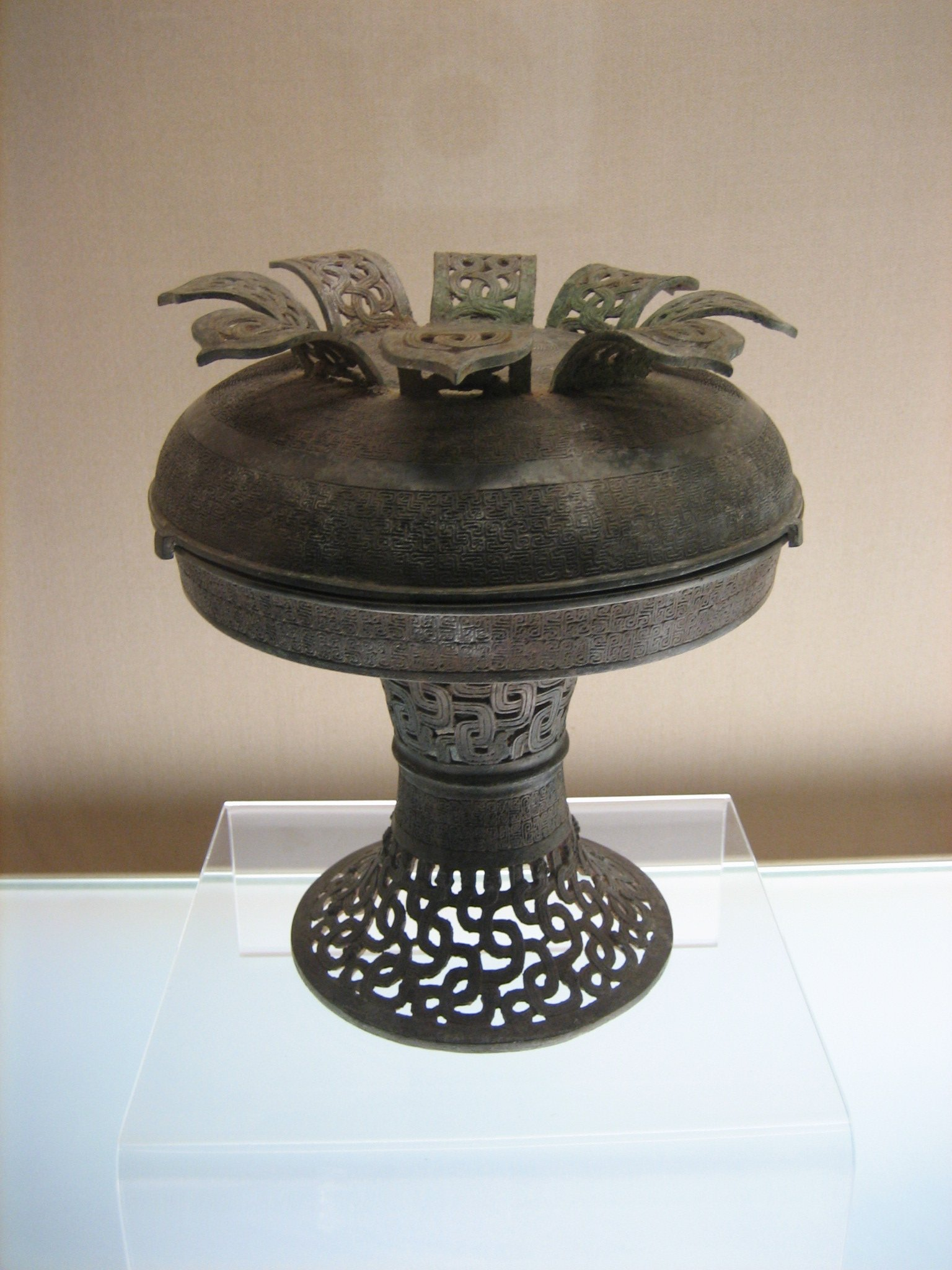
Vaso pu decorato, periodo delle primavere e degli autunni

## Rivalità fra gli stati egemoni
Gli Stati di Qin, Jin e Qi, oltre ad essere impegnati nel rafforzamento interno, si trovarono costretti ad opporsi all'espansionismo dello Stato di Chu, il cui sovrano si era proclamato re. L'inizio di questo conflitto vide le armate di Chu spingersi a nord, annientando gli Stati di Chen e Cai, ma successivamente l'avanzata dell'esercito Chu fu fermata in battaglie sempre più cruente - la Battaglia di Chengpu, la Battaglia di Bi e la Battaglia di Yanling.
Dopo un periodo di continue ostilità, Qi, Qin, Jin e Chu finalmente organizzarono nel 579 a.C. una conferenza di disarmo, nella quale tutti gli altri stati vennero relegati al rango di stati-satellite. Nel 546 a.C., Jin e Chu concordarono un'ulteriore tregua.
Nel secolo sesto a.C. la Cina visse un periodo di pace relativa, di prosperità durante il quale gli stati costieri di Yue e Wu (l'attuale Zhejiang) divennero sempre più potenti. Dopo la sconfitta e l'esilio del re Fuchai di Wu, il re Goujian di Yue (496 a.C.-465 a.C.) si affermò come ultimo egemone.
Questa era di pace fu il preludio al periodo dei regni combattenti. Durante il V secolo a.C. i quattro stati più potenti furono turbati da lotte intestine per la conquista del potere. Nello Stato di Jin, sei famiglie dominanti erano in lotta fra di loro per la supremazia. Negli stati Qin e Chu la legittimità dei governi veniva spesso messa in discussione dalle guerre civili scatenate da membri delle famiglie dominanti. Nel 454 a.C., tre famiglie dominanti - Zhao, Wei e Han - si divisero lo stato di Jin dando origine a tre stati distinti. Il controllo dei re Zhou sui principi feudali si era ridotto sempre di più e il sistema feudale entrò in crisi, dando così inizio al periodo dei regni combattenti.

## Elenco di feudatari, o Ba (霸)
Tradizionalmente, i Cinque feudatari del periodo delle primavere (春秋五霸 Chūn Qiū Wǔ Bà) e degli autunni comprende:
- Duca Huan di Qi (齐桓公)
- Duca Wen di Jin (晋文公)
- Re Zhuang di Chu (楚莊王)
- Duca Mu di Qin (秦穆公)
- Duca Xiang di Song (宋襄公)

Invece alcuni storici suggeriscono che i Cinque Feudatari comprendono:
- Duca Huan di Qi (齐桓公)
- Duca Wen di Jin (晋文公)
- Re Zhuang di Chu (楚庄王)
- Re Fuchai di Wu (吴王夫差)
- Re Goujian do Yue (越王勾踐)

## Lista degli stati dominanti
La lista successiva indica i nomi degli Stati dominanti del tempo e delle loro capitali (in Italiano, Cinese Tradizionale e Cinese Semplificato)
- Qi 齐 - Linzi 臨淄 临淄;
- Chu 楚 - Ying 郢 郢;
- Qin 秦 - Xianyang 咸陽 咸阳;
- Jin 晉;
- Lu 鲁 - Qufu 曲阜 曲阜;
- Chen 陈; - Wanqiu 宛丘; 宛丘;
- Cai 蔡 - Shangcai 上蔡 上蔡;
- Cao 曹;
- Song 宋 - Shangqiu 商丘 商丘;
- Wei 卫;
- Wu 吴 - Gusu 姑蘇 姑苏;
- Yue 越 - Kuaiji 會稽 会稽;
- Hua 滑;
- Zheng 郑 - Xinzheng 新鄭;
- Yan 燕.

## Personalità di rilievo
- Confucio（孔子), filosofo e storico, fondatore del Confucianesimo e compilatore degli Annali delle Primavere e degli Autunni (春秋)
- Laozi （老子), filosofo, fondatore del Taoismo
- Mozi (墨子), conosciuto anche col nome latinizzato "Micius", filosofo e ingegnere, fondatore del moismo
- Lu Ban（鲁班), ingegnere, inventore e filosofo, coevo di Mozi
- Fan Li ((范蠡), autore del libro Regole d'oro per il successo negli affari (cinese semplificato: 经商宝典; cinese tradizionale: 經商寶典; pinyin: Jīng Shāng Băo Diăn)
- Sunzi（孙子), stratega, autore de L'arte della guerra

## Lista di eventi importanti
- VII secolo a.C. - iniziò la costruzione delle prime mura fortificate, quelle che più tardi furono collegate nella Grande muraglia cinese.
- 551 a.C. - a Qufu nello Stato di Lu nacque Confucio
- 486 a.C. - Fu Chai, sovrano dello Stato di Wu, compì delle spedizioni di conquista verso il nord, nello Stato di Qi. Ordinò la costruzione di un canale per i trasporti militari, detto Han Gou, lavori che iniziarono nel 486 a.C. Fu l'inizio della costruzione del Gran Canale.